# ملعب كارل ليبكنخت
ملعب كارل ليبكنخت (بالألمانية: Karl-Liebknecht-Stadion) هو ملعب كرة قدم يقع في مدينة بوتسدام الألمانية، تم افتتاحه بتاريخ 10 يوليو 1976، ويُعتبر الملعب الرسمي لفريق توربينه بوتسدام للسيدات.
تم تسمية الملعب تكريماً لكارل ليبكنخت والذي كان زعيم الحزب الشيوعي في ألمانيا قبل اغتياله عام 1919.